# باب رابینسون (بازیکن فوتبال، زاده ۱۹۱۰)
باب رابینسون (انگلیسی: Bob Robinson; ۲۷ مارس ۱۹۱۰ – ۲۲ ژانویهٔ ۱۹۸۹) بازیکن فوتبال بود.
از باشگاه‌هایی که در آن بازی کرده‌است می‌توان به باشگاه فوتبال بارو اشاره کرد.